# Jakob Ludwig Buhl

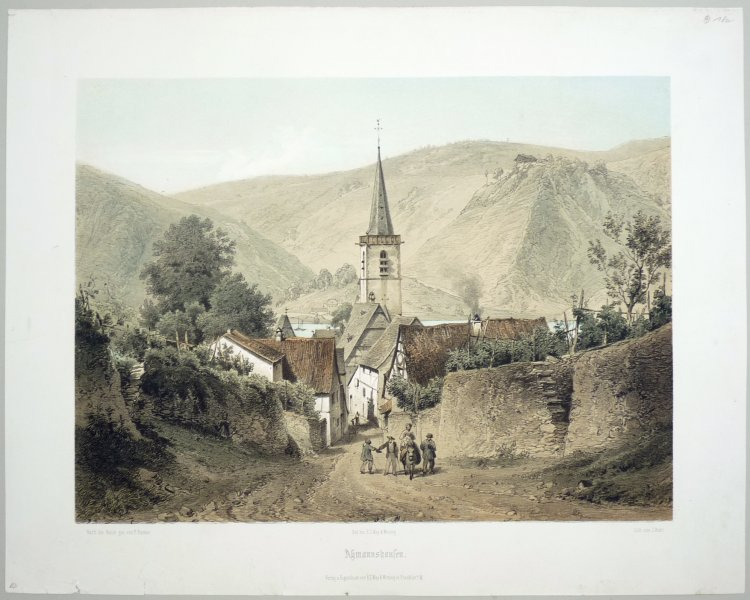
Aßmannshausen (Rüdesheim) – Teilansicht

Jakob Ludwig Buhl (* 28. Mai 1821 in Neustadt an der Weinstraße; † 20. Juli 1880 in Frankfurt am Main) war ein deutscher Maler, Kupferstecher, Radierer und Lithograf.
Buhl studierte an der Königlich Preußischen Kunstakademie Düsseldorf bei Johann Wilhelm Schirmer und beim Kupferstecher Xaver Steifensand, war danach ab 1840 im Stahlstichstudio von Carl Ludwig Frommel in Karlsruhe tätig.
Seit etwa 1843 arbeitete er drei Jahre lang in München, zeitweise im Atelier von Carl Rottmann. 1846 wurde er in Frankfurt am Main als freischaffender Künstler ansässig.
Die meisten seiner Lithografien und Kupferstiche entstanden nach den Vorlagen anderer Künstler.